# Ariadne alphaea
Ariadne alphaea är en fjärilsart som beskrevs av Dru Drury 1782. Ariadne alphaea ingår i släktet Ariadne och familjen praktfjärilar. Inga underarter finns listade i Catalogue of Life.